# Valeriana microphylla
Valeriana microphylla är en kaprifolväxtart som beskrevs av Carl Sigismund Kunth. Valeriana microphylla ingår i släktet vänderötter, och familjen kaprifolväxter. Inga underarter finns listade i Catalogue of Life.